# Лебанон (Јужна Дакота)
Лебанон (енгл. Lebanon) град је у америчкој савезној држави Јужна Дакота.

## Демографија
По попису из 2010. године број становника је 47, што је 39 (-45,3%) становника мање него 2000. године.
| Група             | 2000.      | 2010.      |
| Белци             | 85 (98,8%) | 43 (91,5%) |
| Афроамериканци    | 0 (0,0%)   | 0 (0,0%)   |
| Азијати           | 0 (0,0%)   | 0 (0,0%)   |
| Хиспаноамериканци | 0 (0,0%)   | 0 (0,0%)   |
| Укупно            | 86         | 47         |